# 印洲塘特別地區
印洲塘特別地區，是一個位於香港新界東北部印洲塘一帶的特別地區，劃定於2011年1月1日。印洲塘特別地區佔地0.8公頃，包括鴨洲北部、鴨螺春、筆架洲及印洲等島嶼，屬於香港聯合國教科文組織世界地質公園新界東北沉積岩園區中的「印洲塘景區」。